# Konstantin Svechkar
Konstantin Svechkar (en russe : Свечкарь Константин Геннадьевич), né le 17 juillet 1984 dans l'oblast de Novossibirsk, est un athlète russe spécialiste du 400 mètres.

## Biographie
En 2003 il entre à l'Académie d'État pédagogique de l'Altaï.

## Carrière

### Palmarès
| Date | Compétition                    | Lieu     | Résultat | Épreuve   | Performance   |
| ---- | ------------------------------ | -------- | -------- | --------- | ------------- |
| 2003 | Championnats d'Europe junior   | Tampere  | 3e       | 4 x 400 m | 3 min 08 s 81 |
| 2005 | Championnats d'Europe espoirs  | Erfurt   | 5e       | 400 m     | 47 s 87       |
| 2005 | Championnats d'Europe espoirs  | Erfurt   | 7e       | 4 x 400 m | 3 min 05 s 81 |
| 2005 | Universiade                    | Izmir    | 3e       | 4 x 400 m | 3 min 03 s 33 |
| 2006 | Championnats du monde en salle | Moscou   | 3e       | 4 x 400 m | 3 min 06 s 91 |
| 2007 | Championnats du monde          | Osaka    | 5e       | 4 x 400 m | 3 min 01 s 62 |
| 2013 | Championnats d'Europe en salle | Göteborg | 2e       | 4 x 400 m | 3 min 06 s 96 |

### Records
| Épreuve    | Performance | Lieu        | Date            |
| ---------- | ----------- | ----------- | --------------- |
| 200 mètres | 21 s 12     | Sotchi      | 27 mai 2007     |
| 400 mètres | 45 s 89     | Tcheboksary | 22 juillet 2011 |

| Épreuve    | Performance | Lieu      | Date            |
| ---------- | ----------- | --------- | --------------- |
| 200 mètres | 21 s 42     | Volgograd | 10 février 2007 |
| 400 mètres | 46 s 60     | Moscou    | 17 février 2006 |